# With All One’s Heart
With All One’s Heart – album studyjny hongkońskiego artysty Jackiego Chana, wydany w 2002 roku przez Star East.

## Lista utworów
Źródło: AllMusic
| Nr  | Tytuł                          |
| --- | ------------------------------ |
| 1.  | „Truly, with All My Heart”     |
| 2.  | „Metropolis Shangri–La”        |
| 3.  | „Staying with You All My Life” |
| 4.  | „I Only Care About You”        |
| 5.  | „Pocket”                       |
| 6.  | „Dream of the Horizon”         |
| 7.  | „That’s Meaningless”           |
| 8.  | „As Long as I Loved”           |
| 9.  | „Offended”                     |
| 10. | „Clear Concience in My Heart”  |
| 11. | „With All One’s Heart”         |